# Jun Kamita
Jun Kamita (嘉味田 隼 Kamita Jun?, nacido el 17 de enero de 1992 en Wakayama) es un futbolista japonés que se desempeñaba como guardameta.

## Trayectoria

### Clubes
| Club              | País  | Año         |
| ----------------- | ----- | ----------- |
| Vissel Kobe       | Japón | 2010 - 2012 |
| Gainare Tottori   | Japón | 2013        |
| Arterivo Wakayama | Japón | 2015 -      |

## Estadística de carrera

### J. League
| Club            | Año   | J. League | J. League | Copa J. League | Copa J. League | Total | Total |
| Club            | Año   | Part.     | Goles     | Part.          | Goles          | Part. | Goles |
| --------------- | ----- | --------- | --------- | -------------- | -------------- | ----- | ----- |
| Vissel Kobe     | 2010  | 0         | 0         | 0              | 0              | 0     | 0     |
| Vissel Kobe     | 2011  | 0         | 0         | 0              | 0              | 0     | 0     |
| Vissel Kobe     | 2012  | 3         | 0         | 2              | 0              | 5     | 0     |
| Gainare Tottori | 2013  | 0         | 0         | -              | -              | 0     | 0     |
| Total           | Total | 3         | 0         | 2              | 0              | 5     | 0     |